# Rhenförbundet
Rhenförbundet (tyska: Rheinbund; franska: Confédération du Rhin) var en konfederation i Centraleuropa åren 1806-1813 då Napoleonkrigen radikalt förändrade Europas karta. Förbundet bestod ursprungligen av 16 furstar av stater i Tysk-romerska riket som slutit allians med Franska kejsardömet. Bara en månad efter förbundets bildande, 6 augusti 1806, upplöstes Tysk-romerska riket.

## Historia
Grunden till Rhenförbundet låg i Rhenförbundsakten som signerades i Paris på inbjudan av Napoleon Bonaparte den 12 juli 1806. Många småstater mediatiserades till följd av detta och tillföll istället förbundets större riken. Mellan 12 juli och 16 juli anslöt sig totalt 16 riksfurstar till Rhenförbundet.
De ovannämnda tyska furstarna förklarade sig 1 augusti 1806 lösta från varje förbindelse med det gamla Tysk-romerska riket, och Napoleon förklarade sig inte vidare erkänna någon tysk kejsare eller något tyskt rike. Förbundsmedlemmarna skulle vara suveräna; en förbundsförsamling skulle under Karl Theodor von Dalbergs presidium sammanträda i Frankfurt am Main, och stridigheter emellan förbundsmedlemmarna skulle avgöras vid två för ändamålet upprättade domstolar (dessa domstolar kom aldrig till stånd, och någon förbundsförsamling sammanträdde aldrig). Napoleon skulle vara förbundets "skyddsherre" (franska: protecteur) men blev i själva verket dess verklige herre och Rhenförbundet fungerade som fransk buffertstat österut. Han och de förbundna furstarna ingick en militär allians som teoretiskt skulle gälla om endera parten invecklades i ett krig på Europas fastland. Alliansen åberopades omedelbart då Frankrike vid tiden höll på att avsluta tredje koalitionskriget till sin fördel, även om den tysk-romerska kejsaren själv hade besegrats redan i freden i Pressburg vintern 1805.
Ärkebiskop von Dalberg erhöll titeln furstprimas då han utsågs av Napoleon till konfederationens ledare. Andra regenter upphöjde sina titlars värdighet efter utträdet ur Tysk-romerska riket, t.ex. blev kurfursten av Baden, lantgreven av Hessen-Darmstadt och hertigen av Berg storhertigar.
Rhenförbundet omfattade ett område av 325 752 km² med omkring 14,6 miljoner invånare samt uppställde till Napoleons förfogande 120 000 man. Denne aktade emellertid förbundsområdets integritet så litet att han genom ett dekret av 13 december 1810 för att bättre genomföra kontinentalsystemet helt enkelt införlivade stycken av det (i synnerhet områden vid Elbes och Wesers mynningar samt omkring Ems) med Frankrike.

### Tysk-romerska rikets upplösning
Till följd av den enorma förlusten av territorier och stater ur Tysk-romerska riket, och franska påtryckningar mot kejsar Frans II som resulterade i ett ultimatum 22 juli, valde denne att den 6 augusti 1806 abdikera som tysk-romersk kejsare. Egentligen hade Frans II inte rätt att ensam upplösa riket utan för ett sådant slutgiltigt beslut krävdes kejserliga riksdagens godkännande. Det fanns dock varken politisk kraft eller vilja bland de tyska furstarna att opponera sig beslutet och Frans II ville säkerställa att Napoleon aldrig övertog ämbetet.

### Förbundets kollaps
Efter Napoleons olyckliga tåg till Ryssland föll förbundet så småningom sönder; hertigarna av Mecklenburg gav våren 1813 signalen. Några av förbundsmedlemmarna blev efter dess upplösning antingen avsatta (Berg, Westfalen) eller mediatiserade (Isenburg, Leyen, Arenberg, furstarna av Salm); Würzburg införlivades med Bayern. Men de övrigas suveränitet erkändes även av det nya Tyska förbundet.

## Politik
Rhenförbundets statsskick var utformat som en lös konfederation av suveräna stater under ledning av en furstprimas, den före detta tysk-romerske ärkekanslern Karl Theodor von Dalberg. Det skulle dock finnas vissa gemensamma institutioner för medlemsstaterna som vid sidan av militäralliansen med varandra och med Frankrike skulle binda dem samman.

### Centrala organ
Centralt var den ständigt församlade Förbundsförsamlingen (tyska: Bundesversammlung) som skulle fungera som ett slags parlament under furstprimasens ledning med säte i Frankfurt. Detta bestod av två kammare; Kungarnas kollegium (tyska: Kollegium der Könige) vars talman skulle vara furstprimasen, och Furstarnas kollegium (tyska: Kollegium der Fürsten) vars talman skulle vara hertigen av Nassau. Förbundsförsamlingen hann aldrig sammanträda under Rhenförbundets existens.
Napoleon försökte också driva igenom en gemensam grundlag, Fundamentalstatut, för att lättare kunna stifta lagar som skulle gälla i alla medlemsstater. Arbetet på denna grundlag fördröjdes dock åtskilliga gånger och upphörde slutligen år 1808. Detta försvårade till viss del de rättsliga reformerna i Rhenförbundet gällande införandet av Code Napoléon.

### Regenter
Rhenförbundets skyddsherre (franska: Protecteur de la Confédération du Rhin):
- Napoleon I 1806-1813

Rhenförbundets furstprimas (tyska: Fürstprimas des Rheinbundes):
- Karl Theodor von Dalberg 1806-1813
- Eugène de Beauharnais 1813 (Utsedd till Dalbergs efterträdare men övertog aldrig ämbetet)

## Medlemsstater

### 1806
Följande regenter skrev under Rhenförbundsakten: kungarna av Bayern (Maximilian Josef) och Württemberg (Fredrik I), kurfursten av Baden (Karl Fredrik), hertigarna av Berg (Maximilian Josef) och Arenberg (Prosper Ludvig), lantgreven av Hessen-Darmstadt (Ludvig X), furstarna av Nassau-Usingen (Fredrik August), Nassau-Weilburg (Fredrik Vilhelm), Hohenzollern-Hechingen (Herman), Hohenzollern-Sigmaringen (Anton Aloys), Salm-Salm (Konstantin), Salm-Kyrburg (Fredrik IV), Isenburg-Birstein (Carl) och Liechtenstein (Johan I) samt greven av Leyen (Filip).
Förbundet biträddes sedermera under loppet av 1806 av kurfursten av Würzburg (Ferdinand I) och kungen av Sachsen (Fredrik August I) samt hertigarna av Sachsen-Weimar-Eisenach (Karl August), Sachsen-Coburg (Ernst I), Sachsen-Meiningen (Bernhard II) och Sachsen-Hildburghausen (Fredrik).

### 1807
Under 1807 inträdde hertigarna av Anhalt-Dessau (Leopold III), Anhalt-Bernburg (Alexius Fredrik Kristian) och Anhalt-Köthen (August Kristian), furstarna av Schwarzburg-Rudolstadt (Ludvig Fredrik II), Schwarzburg-Sondershausen (Günther Fredrik Carl I), Lippe-Detmold (Leopold II), Schaumburg-Lippe (Georg Vilhelm), Reuss älterer Linie (Henrik XIII), Reuss-Schleiz (Henrik XLII), Reuss-Lobenstein (Henrik LIV), Reuss-Ebersdorf (Henrik LI) och Waldeck (Fredrik Karl August) samt kungen av Westfalen (Jérôme Bonaparte).

### 1808
År 1808 utökades förbundet med hertigarna av Mecklenburg-Strelitz (Karl II), Mecklenburg-Schwerin (Fredrik Frans I) och Oldenburg (Peter I).